# Csík
Het comitaat Csík (in het Duits: Komitat Csik, Hongaars: Csík vármegye) een historisch Hongaars comitaat, tegenwoordig gelegen in Roemenië. Het bestond tussen 1876 en 1918 en is ontstaan uit drie voormalige comitaten. Het comitaat werd bestuurd vanuit Csíkszereda, het tegenwoordige Miercurea Ciuc.

## Ligging
Het comitaat grensde aan de Comitaten Háromszék, Udvarhely, Maros-Torda, een klein stukje in het noordwesten aan Beszterce-Naszód en in het het oosten aan het toenmalige Roemenië.
Het is een bergachtig gebied, waar de rivieren de Mureș en de Olt doorheen lopen.

## Districten
| Stoeldistricten (járások)                   | Stoeldistricten (járások)                   |
| Stoeldistrict                               | Hoofdplaats                                 |
| ------------------------------------------- | ------------------------------------------- |
| Felcsík ("Obercsík")                        | Csíkszereda, tegenwoordig Miercurea Ciuc    |
| Gyergyószentmiklós                          | Gyergyószentmiklós, tegenwoordig Gheorgheni |
| Gyergyótölgyes                              | Gyergyótölgyes, tegenwoordig Tulgheș        |
| Kászonalcsík ("Kászon-Untercsík")           | Csíkszentmárton, tegenwoordig Sânmartin     |
| Szépvíz                                     | Szépvíz, tegenwoordig Frumoasa              |
| Stadsdistricten (rendezett tanácsú városok) |                                             |
| Csíkszereda, tegenwoordig Miercurea Ciuc    |                                             |
| Gyergyószentmiklós, tegenwoordig Gheorgheni |                                             |

Alle deelgebieden liggen tegenwoordig in Roemenië